# Rivierduinen
GGZ Rivierduinen is een organisatie voor geestelijke gezondheidszorg in het noorden en midden van de Nederlandse provincie Zuid-Holland. 
Rivierduinen is op 1 januari 2005 ontstaan uit een fusie van de Rijngeest Groep en de Robert-Fleury Stichting. De organisatie kent drie regionale centra, een centrum voor kinder- en jeugdzorg en drie specialistische afdelingen op het gebied van:
- (poli-)klinische behandeling van eetstoornissen op de afdeling Eetstoornissen Ursula
- poliklinische behandeling van autismespectrumstoornissen in een Centrum Autisme  met woonwerkvoorziening
- behandelcentrum Kristal voor cliënten met een psychische aandoening en een verstandelijke handicap

Door de wijzigingen in de zorg is per 2015 de klinische behandeling van persoonlijkheidsstoornissen in het Centrum Persoonlijkheidsstoornissen Jelgersma beëindigd.
De raad van bestuur en de concernstaf van de organisatie zijn in 2016 verhuisd van kasteel Endegeest te Oegstgeest naar de nieuwbouw RijnVeste in Leiden. GGZ Rivierduinen is de rechtsopvolger van onder andere Langeveld, Centrum voor Psychiatrie, dat tot begin 21e eeuw gevestigd was op de locaties Sint Bavo in Noordwijkerhout en Sancta Maria in Noordwijk.